# Adora (patata)
La Adora è una varietà di patata di origine olandese.

## Storia
La varietà è stata ottenuta dall'incrocio della varietà Primura con la varietà Alcmaria.

La "cultivar" Adora è la varietà più utilizzata in Campania perché è particolarmente idonea per la produzione di patata novella.

## Caratteristiche del tubero
I tuberi sono grandi ed hanno forma ovoidale, con buccia e polpa di colore giallo chiaro.

## Caratteristiche della pianta
La pianta ha foglie grandi e verdi, è di grandezza medio-alta, con una fioritura consistente, ma scarsamente colorata.

## Utilizzi
La patata Adora, ricca di amido, è particolarmente indicata per purea, gnocchi e dolci.